# Mario Monreal
Mario Monreal (Sagunt, València; 8 de gener de 1938 - Guadassuar, 2 de febrer de 2010) va ser un pianista valencià. És nomenat fill predilecte de la Ciutat de Sagunt el 29 de juny de 2011.

## Trajectòria
És considerat un dels pianistes valencians més importants, al costat de José Iturbi.
Va començar els seus estudis de piano a les ordres del seu pare i després d'ampliar la seua preparació als conservatoris de València i Madrid, es va traslladar a Múnic, on de 1955 a 1962 va estudiar en la Musikhochschule (on va aconseguir el summa cum laude en Virtuosisme) i a Salzburg. Com a solista va debutar a Alemanya amb l'Orquestra Simfònica de Berlín interpretant el segon concert de Brahms.
Va ser expert en cicles complets de compositors com Beethoven, Chopin, Rakhmàninov, Brahms, Txaikovski, Prokófiev, Liszt, Albéniz, Falla i Mozart, encara que també s'exercia amb la música contemporània.
El seu virtuosisme el va passejar per països com l'Argentina, Holanda, Anglaterra, Sud-àfrica, Polònia, el Brasil, la Xina o Austràlia, rebent múltiples premis com el Premi Múnic 1962, Premi Jaén 1963, o en 1966 el Premi Música en Compostel·la.
És autor de nombrosos mètodes d'estudi de piano, que va publicar en Rivera Editores. Va morir a setanta-dos anys envoltat d'una activitat inusitada.
La ciutat de Sagunt va inaugurar el 2013 un centre cultural amb el nom del compositor.